# Еді Кампаньйолі
Еді Кампаньйолі (італ. Edy Campagnoli) (12 червня 1934 — 6 лютого 1995) — італійська акторка, телеведуча.

## Біографія
Почала свою кар'єру моделлю. У 1954 році вона зіграла Венеру в опері La Vestale Лукіно Вісконті. Потім дебютувала на телебаченні в програмі Vetrine. У 1955 році брала участь в популярному телешоу-вікторині Lascia O raddoppia ?.